# Lutas nos Jogos Pan-Americanos de 1959
As competições de luta olímpica nos Jogos Pan-Americanos de 1959 foram realizadas em Chicago, nos Estados Unidos. Foram disputados apenas eventos de luta livre.

## Medalhistas
Luta livre masculina
| Evento                 | Ouro                                | Prata                         | Bronze                       |
| ---------------------- | ----------------------------------- | ----------------------------- | ---------------------------- |
| Até 52 kg detalhes     | Richard Wilson USA Estados Unidos   | Jorge Rosado MEX México       | Manuel Varela ARG Argentina  |
| Até 57 kg detalhes     | David Auble USA Estados Unidos      | Eduardo Campbell PAN Panamá   | Héctor Iriarte GUA Guatemala |
| Até 62 kg detalhes     | Louis Giani USA Estados Unidos      | Roberto Vallejo MEX México    | Ralph Caspesson CAN Canadá   |
| Até 67 kg detalhes     | James Burke USA Estados Unidos      | Mario Tovar MEX México        | José Yañez CUB Cuba          |
| Até 73 kg detalhes     | Douglas Blubaugh USA Estados Unidos | Bruno Ochman CAN Canadá       | Antonio Rosado MEX México    |
| Até 79 kg detalhes     | James Ferguson USA Estados Unidos   | Julio Graffigna ARG Argentina | Pedro Pacheco VEN Venezuela  |
| Até 87 kg detalhes     | Frank Rosenmayr USA Estados Unidos  | Rod Carrow CAN Canadá         | Cesar Ferreras VEN Venezuela |
| Mais de 87 kg detalhes | Dale Lewis USA Estados Unidos       | Keith Maltman CAN Canadá      | Rudolf Padrón VEN Venezuela  |

## Quadro de medalhas
| Ordem | País               | Medalha de ouro | Medalha de prata | Medalha de bronze |    |
| ----- | ------------------ | --------------- | ---------------- | ----------------- | -- |
| 1     | USA Estados Unidos | 8               |                  |                   | 8  |
| 2     | CAN Canadá         |                 | 3                | 1                 | 4  |
|       | MEX México         |                 | 3                | 1                 | 4  |
| 4     | ARG Argentina      |                 | 1                | 1                 | 2  |
| 5     | PAN Panamá         |                 | 1                |                   | 1  |
| 6     | VEN Venezuela      |                 |                  | 3                 | 3  |
| 7     | CUB Cuba           |                 |                  | 1                 | 1  |
|       | GUA Guatemala      |                 |                  | 1                 | 1  |
| TOTAL | TOTAL              | 8               | 8                | 8                 | 24 |

## Ligação externa
- Jogos Pan-Americanos de 1959